# Leichtathletik-Halleneuropameisterschaften 2017/Teilnehmer (Albanien)
| Gelbes Symbol für Goldmedaillen mit stilisierten Olympischen Ringen | Graues Symbol für Silbermedaillen mit stilisierten Olympischen Ringen | Braundes Symbol für Bronzemedaillen mit stilisierten Olympischen Ringen |
| ------------------------------------------------------------------- | --------------------------------------------------------------------- | ----------------------------------------------------------------------- |
| 1                                                                   | —                                                                     | —                                                                       |

Aus Albanien starteten eine Athletin und ein Athlet bei den Leichtathletik-Halleneuropameisterschaften 2017 in Belgrad, die eine Goldmedaille errangen sowie erst einen Landesrekord ein- und anschließend einen neuen aufstellten.

## Ergebnisse

### Frauen

#### Laufdisziplinen
| Luiza Gega | 1500 m | 4:13,40 min | 9 | 4:11,64 min | 5 |

### Männer

#### Sprung/Wurf
| Athlet        | Disziplin  | Qualifikation | Qualifikation | Finale | Finale |
| Athlet        | Disziplin  | Weite         | Platz         | Weite  | Platz  |
| ------------- | ---------- | ------------- | ------------- | ------ | ------ |
| Izmir Smajlaj | Weitsprung | 7,98 m =NR    | 3             | 8,08 m | Gold   |